# Ambasada RP w Bogocie
Ambasada Rzeczypospolitej Polskiej w Bogocie (hisz. Embajada de la República de Polonia en Bogota) – polska misja dyplomatyczna w stolicy Kolumbii. Ambasador Rzeczypospolitej w Kolumbii akredytowany jest również w Panamie, Dominikanie, Haiti, Antigui i Barbudzie oraz w Saint Lucia.

## Historia

### II Rzeczpospolita
Stosunki dyplomatyczne Polski z Kolumbią nawiązane zostały w 1931. W 1933 w Kolumbii akredytowany został chargé d’affaires rezydujący w Meksyku. Jednocześnie w Bogocie mianowano konsulem honorowym Stanisława Romana Lisockiego. W 1935 w Cali ustanowiono agencję konsularną. Obie placówki podlegały najpierw Poselstwu w Meksyku, a później w Bogocie.
Po wybuchu II wojny światowej Kolumbia uznawała rząd emigracyjny w Londynie i w 1942 zezwoliła na utworzenie w Bogocie poselstwa. W kwietniu 1942 posłem w Kolumbii został Mieczysław Chałupczyński, który uznawany był za przedstawiciela Polski do lipca 1944. Misje konsularne następnie ponownie podporządkowano poselstwu w Meksyku.

### PRL
W grudniu 1945 Kolumbia uznała Tymczasowy Rząd Jedności Narodowej. Nie zlikwidowano jednak przedstawicielstwa rządu londyńskiego, który po śmierci Chałupczyńskiego reprezentował Kazimierz Eiger, akredytowany także na Ekwador.
W latach 1952–1964 stosunki dyplomatyczne Polski z Kolumbią były zawieszone. Działała jedynie Komisja Skarbu Narodowego (podporządkowana Londynowi) z siedzibą w Cali, której prezesem był Ernesto Zawadzki. W latach 1965–1967 w Bogocie działał delegat Ministerstwa Handlu Zagranicznego. W 1967, po zawarciu porozumienia o nawiązaniu polsko-kolumbijskich stosunków konsularnych, utworzono konsulat w Bogocie, który po 1969 włączono do struktury Biura Radcy Handlowego. 28 lipca 1969 przywrócono pomiędzy Polską i Kolumbią stosunki dyplomatyczne. Było to efektem misji specjalnej Witolda Jurasza z 1968, dzięki której nawiązano stosunki dyplomatyczne także z Wenezuelą, Peru, Ekwadorem, Boliwią i Gujaną. Pierwszy ambasador polski, Tadeusz Wegner, przybył do Bogoty w 1975. Status misji zmieniono z Poselstwa na Ambasadę.

## Skład placówki
W skład placówki wchodzą:
- Referat Polityczno-Ekonomiczny
- Referat Konsularnych
- Referat Administracyjno-Finansowy

## Konsulaty honorowe
Miasta, w których znajdują się polskie konsulaty honorowe:
- Kolumbia:
  - Cali
  - Medellín
  - Cartagena de Indias
- Antigua i Barbuda:
  - Saint John’s